# Spidean Mialach
Spidean Mialach är ett berg i Storbritannien.   Det ligger i kommunen Highland och riksdelen Skottland, i den nordvästra delen av landet, 700 km nordväst om huvudstaden London. Toppen på Spidean Mialach är 996 meter över havet, eller 265 meter över den omgivande terrängen. Bredden vid basen är 2,1 km. Spidean Mialach ligger vid sjön Loch Quoich.
Terrängen runt Spidean Mialach är huvudsakligen kuperad. Trakten runt Spidean Mialach är nära nog obefolkad, med mindre än två invånare per kvadratkilometer. Det finns inga samhällen i närheten. Trakten runt Spidean Mialach består i huvudsak av gräsmarker.